# Vier natte voeten
Vier natte voeten is een  stripverhaal uit de reeks van Jerom, uitgegeven door de Standaard Uitgeverij in 1987.

## Locaties
- Huis van Jerom, vakantiehuis in Spanje, Akwatista

## Personages
- Jerom, Dolly, Astrotol, Boskop, Femke, Akwatisten, Waterkoppen, koning, prinses Akwavela, koning, prins Odeklonje, kapitein, passagier van schip

## Het verhaal
De vrienden gaan op vakantie en worden daar benaderd door twee Akwatisten. Ze willen hulp, want hun wereld wordt bedreigd door Waterkoppen. Astrotol tovert duikpakken voor Femke, Boskop, Dolly en zichzelf. Jerom kan uren zijn adem inhouden en heeft geen duikpak nodig. Ze gaan naar Akwatista en redden een Akwatist van de Boskoppen. Jerom hoort dat enkele generaties terug ruzie ontstond tussen de Akwatisten en Waterkoppen. Tot die tijd leefden ze tevreden samen. Prinses Akwavela wordt bijna ontvoerd door de Boskoppen, maar een schim kan haar nog net op tijd redden. Jerom hoort van de prinses dat dit de liefste schat van de hele onderwaterwereld is. De vrienden helpen in de oorlog tussen de Akwatisten en Waterkoppen. Intussen probeert prins Odeklonje zijn vader te overtuigen dat vriendschap sluiten beter zou zijn, maar de koning weigert. Die nacht sluipt de prins naar buiten en gaat naar prinses Akwavela. De prins en prinses schrijven een briefje en vertrekken samen. Femke ziet het, maar moet beloven om niks te vertellen.
Astrotol tovert speciale diademen, zodat de duikpakken niet meer nodig zijn. De volgende dag wordt de verdwijning van de prinses ontdekt en de Akwavisten starten een zoektocht. De vader van de prinses geloofd niet dat zijn dochter vrijwillig is meegegaan en hij verzamelt een leger om de Waterkoppen aan te vallen. De Waterkoppen hebben ook een leger opgetrommeld om de verdwijning van de prins te wreken. Astrotol kan een oorlog voorkomen met zijn toverkunsten. Femke en Boskop gaan op zoek naar de prins en prinses en nemen hen mee naar de legers. Dan worden de diademen van Femke en Boskop afgeschoten, waarna ze bewusteloos raken. De prins en prinses nemen hen mee naar de oppervlakte, zodat ze kunnen ademen. Jerom kan de diademen terugvinden en brengt ze naar Femke en Boskop. Met z'n allen gaan ze terug naar beneden en spreken de twee vechtende koningen toe. De koningen besluiten vrede te sluiten en er wordt een zeevruchtenbanket georganiseerd. De vrienden gaan terug naar het strand en vieren nog een paar dagen vakantie.